# Max Gumpel
Leonard Max Gumpel (Stoccolma, 23 aprile 1890 – Stoccolma, 3 agosto 1965) è stato un pallanuotista e nuotatore svedese, vincitore di una medaglia d'argento alle olimpiadi di Stoccolma 1912 ed una di bronzo ad Anversa 1920.